# Diane Keaton
Diane Hall Keaton (Los Ángeles, California; 5 de enero de 1946) es una actriz, directora y productora de cine estadounidense. Ganadora de un Óscar a la mejor actriz, dos premios Globo de Oro y un Bafta. Junto con Faye Dunaway y Katharine Hepburn, es la actriz con más películas en la lista de las 100 mejores películas según el American Film Institute.
Diane Keaton comenzó su carrera en el teatro y debutó en la pantalla grande en 1970. Su primer papel importante fue como Kay Adams en la película El padrino, pero las películas que formaron sus primeros años fueron las que hizo con su director y coestrella Woody Allen. Sus primeras dos películas para Allen, El dormilón (Sleeper, 1973) y La última noche de Boris Grushenko (Love and Death, 1975), la establecieron como una actriz cómica. Su tercera, Annie Hall (1977), le significó ganar el premio Óscar a la mejor actriz. Keaton ha declarado que ella está: "hecha a medida para la comedia".
Diane Keaton aceptó a continuación papeles diferentes para evitar quedarse como el estereotipo de su personaje de Annie Hall. Se convirtió en una consumada actriz dramática, empezando con Buscando al Sr. Goodbar (Looking for Mr. Goodbar, 1977), sin duda uno de sus mejores papeles dramáticos, y fue candidata a los premios Óscar por Reds (1981) y Marvin's Room (1996). Algunas de sus películas recientes más populares incluyen a Father of the Bride (1991), The First Wives Club (1996) y Something's Gotta Give (2003). Las películas de Keaton han recaudado en total más de $1100 millones solo en América del Norte. Además de actuar es fotógrafa, corredora de propiedades inmobiliarias y cantante ocasional. Su actuación en Buscando al Sr. Goodbar convirtió a Keaton en sex symbol, del mismo modo su particular forma de vestir hizo de la actriz un icono de la moda en los años 1970.

## Primeros años y educación
Diane Keaton es la mayor de cuatro hermanos. Su padre Jack Hall (1921-1990) era ingeniero civil y su madre Dorothy Keaton (1921-2008) era ama de casa y fotógrafa aficionada. Su padre provenía de un entorno católico irlando-estadounidense y su madre, de una familia metodista. Keaton fue criada como metodista por su madre. Su primera ambición para convertirse en actriz vino tras triunfar su madre en el concurso de "Sra. Los Ángeles" para amas de casa. Keaton afirma que la teatralidad del acontecimiento la inspiró a hacerse actriz de teatro. También ha señalado a Katharine Hepburn como una de sus inspiraciones. La admiraba por interpretar mujeres fuertes e independientes.
Diane Keaton se graduó en 1964 de la secundaria Santa Ana en Santa Ana, California. Allí participó en clubes de canto y actuación e interpretó el papel de Blanche Dubois en una producción de la escuela de Un tranvía llamado deseo (A Streetcar Named Desire). Después de la graduación asistió a la universidad de Santa Ana y al Orange Coast College para estudiar drama, pero se retiró después de un año para buscar una carrera en el mundo del espectáculo en Manhattan. Al unirse a la Actors' Equity Association adoptó el apellido de Keaton, el nombre de soltera de su madre, porque ya había una Diane Hall registrada. Por un breve tiempo, también trabajó en clubes nocturnos como cantante. Evocaría más adelante su acto de nightclub en Annie Hall (1977) y en un cameo en Días de radio (1987).
Diane Keaton comenzó a estudiar actuación en el Neighborhood Playhouse en Nueva York. Inicialmente estudió bajo la técnica de Meisner, hecha popular en los años 20 por Sanford Meisner, un director de actores de Nueva York. Keaton ha descrito su técnica actoral como «[siendo] solamente tan buena como la persona con la que estás actuando... Al contrario de ir por mis propios medios para crear una actuación maravillosa sin la ayuda de nadie. ¡Necesito siempre la ayuda de todos!».
Según su compañero de reparto en Reds, Warren Beatty: «Diane asume un libreto como una obra de teatro porque tiene la obra entera memorizada antes de que uno empiece a hacer la película; no conozco a ningún otro actor que haga eso».
En 1968 Keaton se convirtió en una suplente en la producción original de Broadway de Hair. Ganó cierta notoriedad por su negativa a desvestirse en las partes del musical en que el elenco entero actuaba desnudo, aunque la desnudez en la producción era opcional para los actores (y los que actuaron desnudos recibieron un bono de 50 dólares)). Tras actuar en Hair durante nueve meses, se presentó a la prueba de actores para un papel en la producción de Woody Allen Play it again, Sam. Aunque casi fue descartada por ser demasiado alta (con su 1,69 m es 4 cm más alta que Allen), consiguió el puesto.

## Carrera

### 1970
Después de ser candidata para un premio Tony por Play It Again, Sam, Keaton hizo su debut en el cine con Lovers and Other Strangers (1970). Siguió como invitada en papeles de la serie de la televisión Amor a la americana (Love, American Style) y Galería Nocturna. También apareció en varios anuncios de desodorante.
El papel que la puso en el mapa llegó en 1971 cuando la escogieron para interpretar a Kay Adams, la novia de Michael Corleone (interpretado por Al Pacino), en el gran éxito de 1972 El padrino de Francis Ford Coppola. Coppola dijo que descubrió a Keaton en Lovers and Other Strangers, y la contrató debido a su reputación de excéntrica, característica que quería que aportara al papel. (Keaton afirma que se referían a ella en ese entonces como «la actriz loquita» de la industria cinematográfica). Para su actuación se inspiró algo en su experiencia al hacer la película, ya que ambas consistían en ser «la mujer en un mundo de hombres». El padrino fue un éxito crítico y financiero sin par, ganando el Óscar de 1972 a mejor película.
Dos años más tarde repitió su papel en El padrino II. Al principio era renuente. indicando que «estaba escéptica sobre interpretar a Kay otra vez en la secuela del Padrino. Pero cuando leí el libreto, el personaje parecía mucho más sustancial que en la primera película». En la segunda parte su personaje había cambiado dramáticamente, más amargado por las actividades de su marido. Aunque Keaton recibió mucha exposición por estas películas, la importancia de su personaje era mínima. Time escribió que ella estaba «invisible en El Padrino y pálida en El Padrino, parte II».
Otras películas notables de Keaton a finales de los años 1970 incluyeron varias colaboraciones con Woody Allen. En aquel tiempo tenía una relación sentimental con él, y representó muchos personajes excéntricos en varias de sus películas cómicas y dramáticas, entre ellas El dormilón, La última noche de Boris Grushenko, Interiores, Manhattan y la versión fílmica de Play it again, Sam (Sueños de un seductor). Allen reconoce que Keaton fue su musa durante la primera etapa de su carrera.
En 1977 Keaton protagonizó con Allen la comedia romántica Annie Hall, en la cual desempeñó uno de sus papeles más famosos. Annie Hall fue escrita y dirigida por Allen, y la película se vio como una "autobiografía" de su pasada relación con Diane Keaton. Allen basó el carácter de Annie Hall libremente en Keaton ("Hall" es su apellido original). Muchos de los manierismos de Keaton y de su sentido del humor en que se burla de ella misma fueron agregados en el papel por Allen. (La directora Nancy Meyers afirma que «Diane es la persona viva que más se burla de sí misma».) Keaton también ha dicho que Allen escribió el personaje como una «versión idealizada» de ella. Los dos interpretaban una pareja viviendo en Nueva York que se junta y separa con frecuencia.
Su actuación fue resumida por CNN como «desmañada, autoburlona, hablando en simpáticos pequeños torbellinos de semi-lógica», y por Allen como «un ataque de nervios en cámara lenta». La película fue un éxito financiero y crítico importante, y ganó el premio de la academia para la mejor película. La actuación de Keaton también ganó el premio de la academia para la mejor actriz. En 2006, la revista Premier consideró a Keaton en Annie Hall como el puesto 60 en su lista de las 100 actuaciones más grandes de todos los tiempos:
«Es difícil actuar como excéntrico.... El genio de Annie es que a pesar de su revés alocado, su terrible forma de manejar y los tic nerviosos, también es una mujer complicada, inteligente. Keaton exhibe brillantemente esta dicotomía de su carácter, especialmente cuando charla volublemente en una primera cita con Alvy (Woody Allen) mientras que en el subtítulo se lee que piensa "probablemente él cree que soy un yoyo". ¿Un yo-yo? Difícilmente.»
El modo de vestir excéntrico de Keaton en Annie Hall la convirtió inesperadamente en un icono de la moda de finales de los años 1970. Se sabe que Keaton prefiere ropa masculina pasada de moda y aparece generalmente en público con guantes y traje conservador. (Un perfil de 2005 en el San Francisco Chronicle la describe como: «Fácil de encontrar. Busque a la única mujer a la vista vestida con cuello subido... en una tarde calurosa en Pasadena.») Su vestuario de Annie Hall en la película consistió principalmente en la ropa pasada de moda masculina, incluyendo las corbatas, los chalecos, los pantalones holgados y los sombreros estilo fedora. La mayor parte de la ropa vista en la película era de la misma Keaton, que era conocida desde años antes por su estilo de vestir masculino. Poco después del lanzamiento de la película, la ropa de hombre y los trajes con pantalón se convirtieron en un atuendo popular para las mujeres. Keaton más adelante repitió su aspecto de Annie Hall cuando asistió a la presentación de 2003 de los Premios de la Academia con un esmoquin de hombre y un sombrero de hongo. Keaton también se convirtió en un blanco frecuente del Sr. Blackwell, el crítico de la moda, apareciendo en su "lista anual de la peor vestida" en cinco ocasiones.
En una historia de portada de la revista Time en 1977, Keaton fue mencionada como "la mujer más divertida que trabajaba en las películas." Más adelante ese año, se salió de sus usuales papeles cómicos cuando aceptó un rol en el drama Buscando al Sr. Goodbar (Looking for Mr. Goodbar, 1977), basado en la novela de Judith Rossner. En la película interpretó a una maestra católica para niños sordos que vive una vida doble, pasando noches frecuentando bares y buscando sexo casual. Keaton se interesó en el papel después de verlo como "historia de un caso psicológico". La misma revista Time elogió su elección del papel y criticó los restringidos roles disponibles para las actrices en películas americanas:
«Un actor masculino puede volar un avión, pelear en una guerra, matar a un villano, llevar a cabo una estafa, personificar a un señorón de los negocios o la política. Se presume que los hombres son interesantes. Una mujer puede interpretar a una esposa, una prostituta, quedar embarazada, perder a su bebé y, veamos... Presumen que las mujeres son aburridas...
«Ahora un observador de las tendencias en boga puede señalar un puñado de nuevas películas cuyos creadores piensan que las mujeres pueden llevar el peso dramático de una producción solas o virtualmente solas. Ahí está Diane Keaton en Buscando al Sr. Goodbar. Como Theresa Dunn, Keaton domina esta sórdida, aventurada y violenta dramatización de la novela de 1975 de Judith Rossner sobre una maestra que frecuenta bares de solteros.»
Además de actuar, Keaton ha indicado que «tenía una ambición de toda la vida de ser cantante». Tuvo una breve carrera como cantante a fines de los años 1970. Su primera grabación fue una grabación del musical Hair como parte del elenco original en 1971. En 1977 comenzó a grabar algunas pistas para la producción de un álbum solista, pero el proyecto no se materializó.

### 1980
Después de Manhattan en 1979, Keaton y Woody Allen terminaron su larga relación de trabajo, y la película sería su última colaboración importante hasta 1993. En 1978 Keaton se implicó románticamente con Warren Beatty, y dos años más tarde fue elegida como su coprotagonista en Rojos. En la película interpretó a Louise Bryant, periodista y agobiada ama de casa que, en 1917, huye de su marido para trabajar como reportera en la guerra civil rusa con un periodista radical (Beatty). El Times de Nueva York escribió que Keaton estaba: "Nada menos que espléndida como Louise Bryant - hermosa, egoísta, divertida y motivada. Es el mejor trabajo que ha hecho hasta hoy." Keaton recibió su segunda candidatura a un premio de la academia por esa película. Pero el premio recayó en manos de su admirada Katharine Hepburn.
Beatty le dio el papel a Keaton después de verla en Annie Hall, pues deseó traer su nerviosismo natural y actitud insegura al personaje. La producción de Reds fue retrasada varias veces desde su concepto en 1977 y Keaton casi deja el proyecto cuando creyó que nunca sería producido. El rodaje finalmente comenzó dos años más tarde. En un artículo de 2006 en la revista Vanity Fair, Keaton describió su papel como: "La persona común de esa obra, como alguien que deseó ser extraordinario pero era probablemente más ordinario... Sabía lo que se sentía por ser extremadamente insegura." El asistente de dirección Simon Relph indicó más adelante que Louise Bryant fue uno de sus papeles más difíciles para ella y que "casi se quebranta."
En 1984 se estrenó La pequeña tamborilera (The Little Drummer Girl), la primera y fallida excursión de Keaton en el género de suspense y acción. Fue un fracaso financiero y de crítica, con los críticos afirmando que Keaton estaba fuera de papel. Una reseña en The New Republic afirmaba eso: "el papel principal, el papel alrededor del cual todo gira, es interpretado por Diane Keaton, y alrededor de ella la película se derrumba en pedazos. Así está de débil, de inapropiada." El mismo año se estrenó Mrs. Soffel, una historia real dirigida por Gillian Armstrong y coprotagonizada por Mel Gibson. La película está basada en la historia real de Kate Soffel, una mujer que ayudó a escapar a Jack y Ed Biddle tras enamorarse de Ed. Se estrenó con críticas dispares. Dos años más tarde fue estrella en Crímenes del corazón (Crimes of the Heart), una comedia moderadamente exitosa con Jessica Lange y Sissy Spacek. También protagonizó su primer vehículo comercial con Baby Boom (1987), la primera de cuatro colaboraciones con la escritora-productora Nancy Meyers. En Baby Boom Keaton interpreta a una mujer de carrera de Manhattan que repentinamente se ve obligada a cuidar un bebé recién nacido. Al año siguiente hizo un cameo en la película de Allen Días de radio como cantante de club nocturno. En 1988 La buena madre (The Good Mother) fue un paso en falso para Keaton. La película fue una decepción financiera (según Keaton, la película fue: "un gran fracaso. O sea, GRAN fracaso"), y algunos críticos pusieron por los suelos su actuación. Así, una reseña del Washington Post decía: "su actuación degenera en bombo -- como si estuviera intentando vender una idea en la que no puede creer completamente."
En 1987 Keaton dirigió y editó su primera película, un documental llamado Heaven sobre la posibilidad de la vida después de la muerte. Heaven tuvo críticas a favor y en contra, con el Times de Nueva York comparándola a: "una presuntuosa imposición a sus sujetos.". Luego dirigió videos musicales para artistas como Belinda Carlisle, dos películas para la televisión con Patricia Arquette como estrella y episodios de las series China Beach y Twin Peaks.
Lejos del cine y de la televisión, Keaton es también una fotógrafa que ha publicado libros. Una de las aficiones más tempranas de Keaton ha sido la fotografía, ella dijo a Vanity Fair en 1987: "he amontonado una biblioteca enorme de imágenes - escenas de besos de las películas, cuadros que me gustan. Las cosas visuales son realmente dominantes para mí." Comenzó su carrera como fotógrafo cuando Rolling Stone le solicitó un desplegable. Reservations su primer libro de fotografía, fue publicado en 1980. Consistía en imágenes de recibidores de hoteles. Ha publicado varias colecciones más de sus propias fotografías, y también ha servido como editora para las colecciones de fotografías clásicas. Entre los trabajos que ha editado se incluye las colecciones de fotografías del paparazzi Ron Galella y una colección de ilustraciones de payasos.

### 1990
Para los años 90, Keaton se había establecido como una de las actrices más populares y versátiles de Hollywood. Ahora de mediana edad, cambió a papeles más maduros, interpretando con frecuencia a matriarcas de familias de clase media. De su elección de papeles y su reticencia a caer en un estereotipo declaró: "Frecuentemente un papel te sale bien y ¡pum! te encuentras con montones de ofertas, todas para papeles similares... He intentado alejarme de los papeles usuales y he hecho la prueba con cosas diferentes." En 1991, Keaton protagonizó con Steve Martin la comedia familiar El padre de la novia (Father of the Bride). Por poco no perdió el papel ya que el fracaso comercial de The Good Mother había puesto tensa su relación con Walt Disney Pictures, el estudio de ambos filmes. El padre de la novia fue el primer éxito de Keaton tras cuatro años de decepciones comerciales.
Keaton repitió su papel cuatro años más tarde en la secuela, como una mujer que queda embarazada a su misma edad y al mismo tiempo que su hija. Una crítica de la película en el Examiner de San Francisco fue uno de los muchos en las cuales Keaton recibió de nuevo la comparación con Katharine Hepburn: "Sin depender más de esa inseguridad tartamuda que se filtró en sus caracterizaciones de los años 70, de alguna manera se ha convertido en una Katharine Hepburn con un profundo instinto maternal, es decir, ella es una actriz fina e inteligente que no necesita ser dura y aguda para probar su feminismo."
Keaton repitió su papel de Kay Adams en los años 90 en El padrino III. Ubicada 21 años después de los acontecimientos del El padrino II, el personaje de Keaton se había convertido en la exesposa de Michael Corleone. La crítica de la película y de Keaton se centró otra vez en la insignificancia de su personaje. El Post de Washington escribió: "aunque está impecable en el papel, Keaton sufre enormemente por no tener ninguna función verdadera excepto regañar a Michael por sus últimos pecados." En 1993 Keaton protagonizó la genial Misterioso asesinato en Manhattan, su primera película con Woody Allen desde 1987. Su parte fue pensada para Mia Farrow, pero ella abandonó el proyecto después de su escandalosa separación de Allen. El mismo año, Keaton produjo y actuó en Lemon Sisters, un drama mal recibido que fue dejado sin estrenar hasta un año después de su terminación.
La película más exitosa de Keaton de la década fue la comedia de 1996 The First Wives Club. Compartió el protagonismo con Goldie Hawn y Bette Midler como un trío de "primeras esposas": mujeres de mediana edad que habían sido abandonadas por sus maridos en el favor de mujeres más jóvenes. Keaton declaró que hacer la película salvó su vida". La película fue un éxito importante con US$ 105 millones de recaudación en la taquilla norteamericana, e incluso se convirtió en un filme de culto entre las mujeres de mediana edad. La película recibió comentarios generalmente positivos para Keaton y sus coestrellas, y el Chronicle de San Francisco incluso la refirió como: "probablemente [una de] las mejores actrices cómicas vivas". Ese año también dirigió Unstrung Heroes, su primera película narrativa para el cine.
También en 1996, Keaton protagonizó con su gran amiga Meryl Streep Marvin's Room, en el papel de una mujer enferma de leucemia. Roger Ebert indicó que: "Streep y Keaton, en sus diversos estilos, encuentran maneras de hacer a Lee y Bessie en mucho más que la expresión de su problemas." Keaton consiguió su tercera candidatura al premio de la academia por la película. Keaton dijo que el desafío más grande del papel fue entender la mentalidad de una persona con una enfermedad terminal.

### 2000
El primer filme de Keaton en los años 2000 fue Hanging up con Meg Ryan y Lisa Kudrow. Keaton también dirigió el filme, a pesar de haber dicho en una entrevista en 1986 que nunca se dirigiría así misma en una película, diciendo: "[como director] te pones automáticamente diferentes objetivos. No puedo pensar acerca de la dirección mientras estoy actuando". La película era un drama acerca de 3 hermanas enfrentando la senilidad y eventual fallecimiento de su anciano padre. No fue bien recibida por la crítica y solo recaudó unos modestos 36 millones de dólares en Norteamérica.
En 2001 Keaton se reencontró con Warren Beatty en Town & Country, un fiasco crítico y financiero. Costó unos US$ 90 millones, la película se estrenó sin mucho impacto y apenas recaudó 7 millones en Norteamérica. Peter Travers de la revista Rolling Stone escribió que Town & Country: "Menos merece una reseña que un obituario... El cadáver tomó con él las reputaciones de su estelar elenco, incluyendo a Warren Beatty [ y ] Diane Keaton".
En 2001 y 2002 Keaton protagonizó 4 filmes de bajo presupuesto. Interpretó a una monja fanática en el drama religioso Sister Mary Explains It All, una madre empobrecida en el drama On Thin Ice y una tenedora de libros en la comedia de gánsteres Plan B.
El primer gran éxito de Keaton desde 1996 llegó en 2003 con Alguien tiene que ceder (Something's Gotta Give, en España Cuando menos te lo esperas), dirigida por Nancy Meyers y con Jack Nicholson de coprotagonista. Se consideró atrevida la elección de Nicholson y Keaton, de 66 y 57 años de edad respectivamente, para protagonizar una comedia romántica. Twentieth Century Fox, el estudio original, declinó producir el filme, temiendo que las estrellas eran demasiado viejas para tener éxito. Keaton comentó acerca de la situación en Ladies' Home Journal: "Aceptémoslo, las personas de mi edad y de la de Jack son mucho más profundas, mucho más sensibles, porque han visto mucho de la vida. Tienen una gran cantidad de pasión y esperanza. ¿Por qué no deberían enamorarse? ¿por qué las películas no deberían mostrar eso?". Keaton hizo el papel de una dramaturga de mediana edad que se enamora del novio de su hija, mucho mayor que ésta. El filme fue un gran éxito de taquilla, al recaudar $125 millones en Norteamérica. Roger Ebert escribió que: "Nicholson y Keaton aportan tanta experiencia, conocimiento y humor a sus personajes que el filme funciona de una manera que no se habría esperado del guion". Keaton recibió su segundo Globo de Oro en la categoría cómica-musical y su cuarta candidatura al Premio de la Academia por su papel en el filme.
Keaton también trabajó en la moderadamente exitosa comedia The Family Stone (2005) con Sarah Jessica Parker.
Keaton también ha sido productora de cine y televisión. Produjo la serie Pasadena para la cadena FOX, que fue cancelada después de emitirse solo cuatro capítulos en 2001, aunque luego completó su ciclo en la televisión por cable en 2005. En 2003 produjo el drama Elephant dirigido por Gus Van Sant, acerca de un tiroteo en una escuela. Acerca de por qué produjo el filme dijo: "Realmente me hace pensar sobre mi responsabilidad como adulta de tratar de entender qué es lo que está ocurriendo con los jóvenes."
En 2007 protagoniza la comedia romántica ¡Porque lo digo yo! (Because I said so) junto a la joven Mandy Moore y Lauren Graham entre otros. Su papel de madre de familia a la cual sus hijas se proponen emparejar no salió muy bien parado en la crítica y (le implicó una nominación a los premios Golden Raspberry), pero sí en la taquilla, con unos 42 millones de dólares de recaudación solo en los Estados Unidos. Los proyectos de Diane incluyen un papel secundario en Smother, un papel protagonista en Mama's Boy junto a Anna Faris y Mad money, junto a Katie Holmes y Queen Latifah. Todas estas películas se estrenaron a lo largo de 2008.
Keaton también se dedica profesionalmente a los bienes raíces. Adquiere mansiones que revende después de mejorarlas. Una de sus clientes ha sido Madonna, que le compró una mansión en Beverly Hills por US$6,5 millones en 2003.

### 2010
Tras unos años en los que ha llevado a cabo pocos proyectos, a los 65 años parece recuperar su carrera. En 2010 estrenó Morning Glory, una divertida comedia en la que daba la réplica a Harrison Ford. Además durante los siguientes años estrenó: ¡Por fin solos! de Lawrence Kasdan con Kevin Kline y Dianne Wiest entre otros y The Big Wedding con sus buenos amigos Robert De Niro, Robin Williams y Susan Sarandon. Por si fuera poco, su gran compañero en los 70, y uno de los grandes del cine, Woody Allen, mostró su interés, en un medio italiano, de volver a trabajar con su gran amiga.
A lo largo de 2013 y 2014, graba dos películas: And So It Goes, de Rob Reiner, en la que comparte protagonismo con Michael Douglas; y Life Itself, acompañando a Morgan Freeman. En la gala de los Globos de Oro de 2014, recibió el premio Cecil B. DeMille en nombre de su gran amigo Woody Allen ausente en la ceremonia. Su discurso, con canción incluida, fue uno de los momentos más emotivos de la noche.
En 2016 la veterana actriz ha participado con un papel destacado en la teleserie The Young Pope de Paolo Sorrentino, compartiendo elenco con Jude Law y el español Javier Cámara. Y también puso su voz a Jenny la madre de Dory en la secuela Buscando a Dory de Pixar. 
En 2017, Diane Keaton, recibe el American Film Institute Life Achivement Award. A la ceremonia de entrega acudieron multitud de compañeros y compañeras con los que había colaborado en diferentes ocasiones. Steve Martin, Martin Short, Reese Witherspoon, Lisa Kudrow, Al Pacino, Meryl Streep, Warren Beatty, Jane Fonda o Morgan Freeman fueron algunos de los compartieron entrañables recuerdos compartidos con la actriz, escritora, directora y fotógrafa. Para finalizar la gala en honor a Keaton no podía faltar Woody Allen, quien salió al escenario para presentar el premio con un divertido y emotivo monólogo en el que reconoció que: "Gran parte de lo que yo haya conseguido en mi vida, se lo debo, sin duda, a ella".

### 2020
En 2021, con 75 años, protagoniza por sorpresa el videoclip del sencillo Ghost interpretando a la abuela del cantante Justin Bieber.

### Relaciones y familia
El romance más famoso de Keaton fue con el director Woody Allen el cual duró la mayor parte de los años 1970. Keaton y Allen se conocieron durante la audición de ella para la producción en Broadway de Play It Again, Sam, pero no se trataron personalmente hasta que cenaron juntos después de un ensayo tarde en la noche. Allen afirma que el sentido del humor de Keaton lo atrajo. Por un tiempo vivieron juntos durante la exhibición de Play It Again, Sam, en Broadway pero su relación se volvió menos formal para la época en que la obra fue llevada al cine en 1972. Juntos produjeron ocho filmes entre 1971 y 1993. En ese periodo se la relacionó sentimentalmente con su coestrella de "El Padrino" Al Pacino y se llegó a decir que hasta había quedado embarazada de él pero que había abortado o sufrido un aborto espontáneo, la relación tuvo sus altibajos hasta que se volvieron a reconciliar en 1990 en la filmación de "El Padrino III". Después de que la relación de trabajo de Keaton con Woody Allen disminuyó en 1979, ella empezó a salir con su coestrella de Reds, Warren Beatty. La relación de Keaton con Beatty también la convirtió en una figura frecuente en la prensa rosa, un papel al que no estaba acostumbrada. (Vanity Fair la describió en 1985 como "la estrella más ermitaña desde Garbo"). Beatty y Keaton se separaron poco después del fin del rodaje de Reds. Se cree que la separación se debió a la tensión causada por la filmación que fue un proceso problemático con numerosos problemas financieros y de cronograma. Keaton todavía mantiene contacto con Allen y Beatty. A Allen lo describe como uno de sus amigos más cercanos.
En julio de 2001, Keaton públicamente anunció que había abandonado las búsquedas románticas y declaró: "No creo que el no estar casada haya devaluado mi vida. El mito de la solterona es basura". Keaton tiene dos hijos adoptivos, una hija, Dexter, (adoptada en 1996), y un hijo, Duke (adoptado en 2001). Keaton decidió convertirse en madre a la edad de 50 años después de que la muerte de su padre la hizo reflexionar sobre su propia mortalidad. Posteriormente dijo acerca de tener hijos, "la maternidad me ha cambiado completamente. Es prácticamente la experiencia que me ha hecho más humilde".
Diane Keaton mantiene grandes amistades con otras estrellas de Hollywood, incluyendo: su gran amiga Meryl Streep, Woody Allen, Robert De Niro, Jessica Lange, Robert Duvall (con el que comparte fecha de cumpleaños), Goldie Hawn, Bette Midler, la cantante Madonna, Warren Beatty, Dustin Hoffman (con el que nunca ha trabajado) o Jack Nicholson. Sin embargo con Al Pacino, con el que mantuvo una relación sentimental a lo largo de varias décadas ahora no se habla. Al Pacino dijo en una ocasión "Yo nunca me he casado pero debí hacerlo, por lo menos una vez..." En referencia a su amor por Diane. Así mismo, mantuvo una larga amistad con Walter Matthau al que dirigió en su última película.

### Religión
Keaton declaró que produjo su documental Heaven porque, "Siempre fui muy religiosa cuando era una niña... Estaba interesada principalmente en la religión porque quería ir al Cielo", pero también ha declarado que se considera agnóstica. Aunque fue educada como metodista, en una entrevista en televisión en octubre de 2002, Keaton declaró que se consideraba atea en un período de su vida. Woody Allen dijo una vez de ella: "Cree en Dios pero también cree que la radio funciona porque tiene personitas dentro".

### Otras actividades
Keaton se opone activamente a la cirugía cosmética. Dijo a la revista More en 2004, "Tengo la idea fija de que necesito ser auténtica... Mi cara necesita lucir tal como me siento". Keaton también es activa en campañas con Los Ángeles Conservancy para salvar y restaurar edificios históricos, particularmente en Los Ángeles. Entre los edificios que ha contribuido a restaurar se encuentra una casa en la que vivió Frank Lloyd Wright. También participó en la fallida campaña para salvar el Ambassador Hotel de Los Ángeles, el lugar en que fue asesinado Robert Kennedy en 1968.
Desde mayo de 2005 ha contribuido con un blog en The Huffington Post.

## Filmografía

### Cine
| Año  | Título original                           | Rol                            | Notas                             |
| ---- | ----------------------------------------- | ------------------------------ | --------------------------------- |
| 1970 | Lovers and Other Strangers                | Joan Vecchio                   |                                   |
| 1971 | Men of Crisis: The Harvey Wallinger Story | Renata Wallinger               | Cortometraje                      |
| 1972 | The Godfather                             | Katherine «Kay» Adams Corleone |                                   |
| 1972 | Play It Again, Sam                        | Linda Christie                 |                                   |
| 1973 | Sleeper                                   | Luna Schlosser                 |                                   |
| 1974 | The Godfather Part II                     | Katherine «Kay» Adams Corleone |                                   |
| 1975 | Love and Death                            | Sonja                          |                                   |
| 1976 | I Will, I Will... for Now                 | Katie Bingham                  |                                   |
| 1976 | Harry and Walter Go to New York           | Lissa Chestnut                 |                                   |
| 1977 | Annie Hall                                | Annie Hall                     |                                   |
| 1977 | Looking for Mr. Goodbar                   | Theresa Dunn                   |                                   |
| 1978 | Interiors                                 | Renata Wallinger               |                                   |
| 1979 | Manhattan                                 | Mary Wilkie                    |                                   |
| 1981 | Reds                                      | Louise Bryant                  |                                   |
| 1982 | Shoot the Moon                            | Faith Dunlap                   |                                   |
| 1984 | Mrs. Soffel                               | Kate Soffel                    |                                   |
| 1984 | The Little Drummer Girl                   | Charlie                        |                                   |
| 1986 | Crimes of the Heart                       | Lenny Magrath                  |                                   |
| 1987 | Radio Days                                | Cantante de Año Nuevo          | Cameo                             |
| 1987 | Baby Boom                                 | J.C. Wiatt                     |                                   |
| 1987 | Heaven                                    | ―                              | Documental; guionista y directora |
| 1988 | The Good Mother                           | Anna Dunlap                    |                                   |
| 1990 | The Lemon Sisters                         | Eloise Hamer                   |                                   |
| 1990 | The Godfather Part III                    | Katherine «Kay» Adams Corleone |                                   |
| 1991 | Father of the Bride                       | Nina Banks                     |                                   |
| 1993 | Manhattan Murder Mystery                  | Carol Lipton                   |                                   |
| 1993 | Look Who's Talking Now                    | Daphne                         | Voz                               |
| 1995 | Father of the Bride Part II               | Nina Banks                     |                                   |
| 1996 | The First Wives Club                      | Annie Paradis                  |                                   |
| 1996 | Marvin's Room                             | Bessie Wakefield               |                                   |
| 1997 | The Only Thrill                           | Carol Fitzsimmons              |                                   |
| 1999 | The Other Sister                          | Elizabeth Tate                 |                                   |
| 2000 | Hanging Up                                | Georgia Mozell                 | También directora                 |
| 2001 | Town & Country                            | Ellie Stoddard                 |                                   |
| 2003 | Something's Gotta Give                    | Erica Jane Barry               |                                   |
| 2003 | Elephant                                  | ―                              | Productora ejecutiva              |
| 2005 | The Family Stone                          | Sybil Stone                    |                                   |
| 2007 | Because I Said So                         | Daphne Wilder                  |                                   |
| 2007 | Mama's Boy                                | Jan Mannus                     |                                   |
| 2008 | Mad Money                                 | Bridget Cardigan               |                                   |
| 2008 | Smother                                   | Marilyn Cooper                 |                                   |
| 2010 | Morning Glory                             | Colleen Peck                   |                                   |
| 2012 | Darling Companion                         | Beth Winter                    |                                   |
| 2013 | The Big Wedding                           | Ellie Griffin                  |                                   |
| 2014 | And So It Goes                            | Leah                           |                                   |
| 2014 | 5 Flights Up                              | Ruth Carver                    |                                   |
| 2015 | Love the Coopers                          | Charlotte Cooper               |                                   |
| 2016 | Finding Dory                              | Jenny                          | Voz                               |
| 2017 | Hampstead                                 | Emily Walters                  |                                   |
| 2018 | Book Club                                 | Diane                          |                                   |
| 2019 | Poms                                      | Martha                         |                                   |
| 2020 | Love, Weddings & Other Disasters          | Sara Longfoot                  |                                   |
| 2023 | Book Club: The Next Chapter               | Diane                          |                                   |
| 2023 | Mack & Rita                               | Mackenzie «Mack» Martin / Rita |                                   |
| 2023 | Maybe I Do                                | Grace                          |                                   |
| 2024 | Arthur's Whisky                           | Linda                          |                                   |
| 2024 | Summer Camp                               | Nora                           |                                   |

### Televisión
| Año  | Título original                  | Rol                  | Notas                           |
| ---- | -------------------------------- | -------------------- | ------------------------------- |
| 1970 | Rod Serling's Night Gallery      | Frances Nevins       | Episodio: «Room with a View»    |
| 1971 | The F.B.I                        | Diane Britt          | Episodio: «Death Watch»         |
| 1971 | Mannix                           | Cindy Conrad         | Episodio: «The Color of Murder» |
| 1992 | Running Mate                     | Aggie Snow           | Película para televisión        |
| 1994 | Amelia Earhart: The Final Flight | Amelia Earhart       | Película para televisión        |
| 1997 | Northern Lights                  | Roberta Blumstein    | Película para televisión        |
| 2001 | Sister Mary Explains It All      | Sister Mary Ignatius | Película para televisión        |
| 2001 | Plan B                           | Fran Varrechio       | Película para televisión        |
| 2002 | Crossed Over                     | Beverly Lowry        | Película para televisión        |
| 2003 | On Thin Ice                      | Patsy McCartle       | Película para televisión        |
| 2006 | Surrender, Dorothy               | Natalie Swerdlow     | Película para televisión        |
| 2016 | The Young Pope                   | Sor María Ignatius   | Elenco principal; 10 episodios  |

## Premios principales
Premios Óscar
| Año  | Categoría    | Película               | Resultado |
| ---- | ------------ | ---------------------- | --------- |
| 1978 | Mejor actriz | Annie Hall             | Ganadora  |
| 1982 | Mejor actriz | Reds                   | Nominada  |
| 1997 | Mejor actriz | Marvin's Room          | Nominada  |
| 2004 | Mejor actriz | Something's Gotta Give | Nominada  |

Premios BAFTA
| Año  | Categoría    | Película   | Resultado |
| ---- | ------------ | ---------- | --------- |
| 1978 | Mejor actriz | Annie Hall | Ganadora  |
| 1980 | Mejor actriz | Manhattan  | Nominada  |
| 1983 | Mejor actriz | Reds       | Nominada  |

Premios Globos de Oro
| Año  | Categoría                            | Película                         | Resultado |
| ---- | ------------------------------------ | -------------------------------- | --------- |
| 1978 | Mejor actriz - Comedia o Musical     | Annie Hall                       | Ganadora  |
| 1978 | Mejor actriz - Drama                 | Looking for Mr. Goodbar          | Nominada  |
| 1982 | Mejor actriz - Drama                 | Reds                             | Nominada  |
| 1983 | Mejor actriz - Drama                 | Shoot the Moon                   | Nominada  |
| 1985 | Mejor actriz - Drama                 | Mrs. Soffel                      | Nominada  |
| 1988 | Mejor actriz - Comedia o Musical     | Baby Boom                        | Nominada  |
| 1994 | Mejor actriz - Comedia o Musical     | Manhattan Murder Mystery         | Nominada  |
| 1995 | Mejor actriz - Miniserie o telefilme | Amelia Earhart: The Final Flight | Nominada  |
| 2004 | Mejor actriz - Comedia o Musical     | Something's Gotta Give           | Ganadora  |

Premios del Sindicato de Actores
| Año  | Categoría                            | Película                         | Resultado |
| ---- | ------------------------------------ | -------------------------------- | --------- |
| 1995 | Mejor actriz - Miniserie o telefilme | Amelia Earhart: The Final Flight | Nominada  |
| 1997 | Mejor actriz                         | Marvin's Room                    | Nominada  |
| 1997 | Mejor reparto                        | Marvin's Room                    | Nominada  |
| 2004 | Mejor actriz                         | Something's Gotta Give           | Nominada  |